# المجلس الدولي لاستكشاف البحار

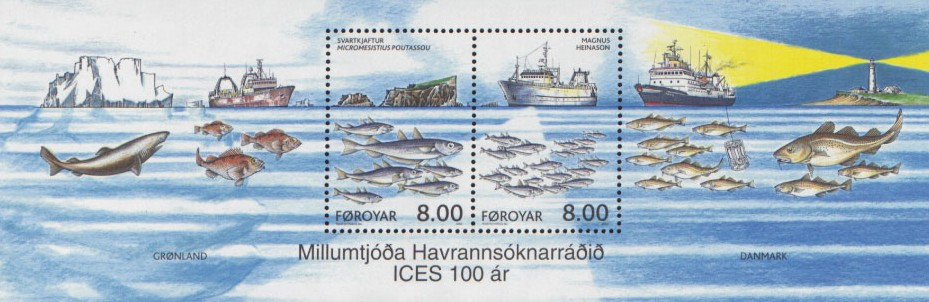

المجلس الدولي لاستكشاف البحار (ICES ؛ (بالفرنسية: Conseil International de l'Exploration de la Mer)‏ ، CIEM ) هي أقدم منظمة علمية حكومية دولية في العالم. يقع المقر الرئيسي لـها في كوبنهاغن، الدنمارك، حيث يقدم موظفو أمانتها المتعددة الجنسيات البالغ عددهم 51 موظفًا الدعم العلمي والإداري والسكرتاري للمجتمع الدولي. تأسس في 22 يوليو 1902، في كوبنهاغن.

## المهام
المجلس الدولي لاستكشاف البحار هو منتدى علمي رائد متعدد التخصصات لتبادل المعلومات والأفكار حول جميع جوانب العلوم البحرية المتعلقة بشمال المحيط الأطلسي، بما في ذلك بحر البلطيق وبحر الشمال المجاور، ولتشجيع وتنسيق البحوث البحرية من قبل العلماء داخل الدول الأعضاء فيها . وتتمثل وظائفها الرئيسية، عند إنشائها واستمرارها في الوقت الحاضر، في ما يلي: (1) تعزيز البحوث البحرية وتشجيعها وتطويرها وتنسيقها ؛ (ii) نشر نتائج البحث ونشرها بطريقة أخرى؛ و(3) تقديم مشورة علمية غير متحيزة وغير سياسية لحكومات الدول الأعضاء واللجان التنظيمية الدولية.

## التاريخ
في أواخر القرن التاسع عشر، أدى القلق المتزايد بشأن سلامة الأرصدة السمكية في بحر الشمال إلى جانب الجهود التي تبذلها مجموعات مختلفة من العلماء في البلدان المجاورة لتعزيز وتشجيع التعاون العلمي البحري الدولي في إنشاء المجلس الدولي لاستكشاف البحار في 22 يوليو، 1902، في كوبنهاغن، من قبل ثماني دول مؤسّسة: الدنمارك، فنلندا، ألمانيا، هولندا، النرويج، السويد، روسيا، والمملكة المتحدة . تقلبت عضوية المجلس على مر السنين في أوقات مختلفة نتيجة الحروب والقرارات السياسية.
كان تبادل الرسائل بين الدول الأعضاء الثماني الأصلية كافياً لإنشاء المجلس في عام 1902. استمر هذا النوع من الترتيبات حتى أوائل الستينيات عندما أصبح هذا الوضع غير الرسمي غير مقبول في ضوء إنشاء الأمم المتحدة وهيئاتها الفرعية وكذلك المنظمات الدولية الأخرى. وبدأت خطوات لتحقيق اعتراف دولي كامل بالمجلس من قبل البلد المضيف، الدنمارك. في مؤتمر عقد في كوبنهاغن في 7 سبتمبر 1964، تم التوقيع على اتفاقية رسمية دخلت بعد ذلك حيز التنفيذ في 22 يوليو 1968، بعد التصديق عليها من قبل الدول الأعضاء الـ 17 آنذاك.
تضم اليوم 20 دولة أعضاء، بما في ذلك الأعضاء الثمانية الأصليون بالإضافة إلى اثني عشر دولة إضافية: بلجيكا، كندا، إستونيا، فرنسا، أيسلندا، أيرلندا، لاتفيا، ليتوانيا، بولندا، البرتغال، إسبانيا، والولايات المتحدة. كما أن لديها معاهد تابعة لها مركز مراقب من: أستراليا وشيلي واليونان وبيرو وجنوب إفريقيا. وقد مُنحت صفة مراقب رسمي لمنظمتين غير حكوميتين: الصندوق العالمي للطبيعة وجمعية الطيور العالمية.

## الآلية
يتألف المجلس من رئيس ومندوبين من كل دولة من الدول العشرين الأعضاء. ينتخب المندوبون الرئيس والنائب الأول للرئيس وخمسة نواب إضافيين للرئيس (جميعهم لمدة ثلاث سنوات) لتشكيل المكتب أو اللجنة التنفيذية. المكتب مسئول عن تنفيذ قرارات المجلس، وإعداد اجتماعات المجلس وعقدها، وصياغة ميزانيات المجلس، وتعيين موظفي السكرتارية، وأداء المهام الأخرى التي يكلفه بها المجلس. تتولى لجنة مالية مؤلفة من خمسة مندوبين الإشراف على الشؤون المالية للمجلس. كما أن المندوبين مسؤولون عن تعيين سكرتير عام يعمل كرئيس تنفيذي للمجلس ومكلف بإدارة مرافق سكرتارية المجلس والموظفين والشؤون المالية والاجتماعات والتقارير والمنشورات والاتصالات.